# 後藤勇吉
後藤 勇吉（ごとう ゆうきち、1896年（明治29年）11月12日 - 1928年（昭和3年）2月29日）は、日本の航空黎明期の民間パイロット。一等操縦士・一等飛行士免許取得、航空機による旅客輸送、日本一周飛行などにおいて日本初を成し遂げた。太平洋横断無着陸飛行計画の訓練中に墜落死した。

## 生涯

### 生い立ちと初飛行
1896年（明治29年）、宮崎県延岡市南町で裕福な商家の四男に生まれる。幼少期より機械に関心を持ち、宮崎県立延岡中学校（現：宮崎県立延岡高等学校）に入るころには蒸気機関つきの精米機や、水上自転車を製作した。航空機に関心を持つようになったのもこの頃という。
1914年（大正3年）、延岡中学校卒業後に上京、三井物産の自動車部門（ヤナセの前身）で無給の工員として働くが、飛行士白戸栄之助に出会ってその助手となり、複葉水上飛行機・白戸式「巌号」を完成させる。後藤は会社を辞め、白戸とともに航空ショーの全国巡業を行う。その後、ショー中止のトラブルで主催者に賠償を請求されて窮した白戸は、後藤に実質的な「巌号」の売却話を持ち掛け、後藤は実家の父の説得に成功した。1916年（大正5年）、後藤は手に入れた「巌号」とともに延岡に帰り、東臼杵郡門川町の海岸において独力で飛行訓練を行い、試行錯誤の末に直線飛行に成功した。

### 飛行士としての活躍
1917年（大正6年）に再度上京し、帝国飛行協会の第3期操縦生試験に合格（合格者3人のうちの1人）、陸軍への依託操縦生として飛行訓練を受け、翌1918年（大正7年）5月に卒業した。1918年（大正7年）8月には陸軍に看護卒補充兵として召集され、シベリア出兵に従軍している。翌1919年（大正8年）に復員し、帝国飛行協会技師となった。
1920年（大正9年）8月、帝国飛行協会主催の第1回懸賞飛行大会に伊藤式恵美16型「富士号」で出場（「富士号」は父から5000円の出資を受けて製作したといい、120馬力のエンジンを搭載していた）。飛行高度は5000メートルを超え、高度飛行と高等飛行で1位となった。9月には「富士号」で郷土訪問旅行を行い、故郷に錦を飾った。
1921年（大正10年）に航空法が施行されると、日本で第一号の一等操縦士・一等飛行士の免許を取得した。1922年（大正11年）、東京・上野で開催中の平和記念東京博覧会の開催に際して、各務原（岐阜県）から代々木まで、2人の新聞記者を乗せて飛行した。これが日本最初の旅客輸送である。1923年（大正12年）4月の二度目の郷土訪問旅行を行い、宮崎市の一ツ葉浜で航空ショーを行ったほか、延岡では母のチカを同乗させて空を飛んでいる。
1923年（大正12年）、日本航空株式会社（川西航空機系。現存の同名企業とは別会社）が設立されると、運行責任者として定期航空の推進を行った。
1924年（大正13年）には、大阪毎日新聞社の企画により、日本初の日本一周飛行を行った。7月23日から7月31日まで、後藤の操縦する川西式K-6型「春風」号は、大阪 - 鹿児島 - 福岡 - 金沢 - 秋田 - 室蘭 - 大湊 - 霞ヶ浦 - 江尻 - 四日市 - 大阪の4,395kmを飛行、飛行時間33時間34分であった。1926年（大正15年）には大阪 - 京城 - 大連の空路を開拓、日本初の海外郵便物空輸を実現した。
1927年（昭和2年）5月、宮崎県と宮崎市が行った宮崎産農産物の販路拡大キャンペーンに協力し、川西式K-8型で宮崎から大阪へカボチャ（日向かぼちゃ）などを輸送したが、これは日本初の生鮮農産物空輸となった。

### 太平洋横断無着陸飛行計画
1927年（昭和2年）、リンドバーグの大西洋横断単独無着陸飛行に刺激された帝国飛行協会は、国産機（川西のK-12長距離機「桜号」）による太平洋横断無着陸飛行計画を立て、4人の飛行士（後藤勇吉・藤本照男・海江田信武・諏訪宇一）を選抜、後藤が操縦士監督に任命された。4人の飛行士は霞ヶ浦海軍航空隊に入隊して飛行訓練を積むこととなった。
1928年（昭和3年）2月28日、後藤勇吉が操縦し、諏訪宇一および岡村徳長海軍大尉が同乗する一三式艦上攻撃機は、霞ヶ浦 - 大村（大村海軍航空隊）間往復訓練飛行のために出発した。2月29日、大村から霞ヶ浦の復路に諏訪飛行士の操縦で飛び立った機は、悪天候の中、佐賀県藤津郡七浦村（現：鹿島市）の多良岳山中に墜落した。諏訪・岡村は火傷を負いながら脱出に成功したが、後藤は死亡した。享年33（満31歳）。
後藤の死により、太平洋横断無着陸飛行計画は中止となった。

## 顕彰

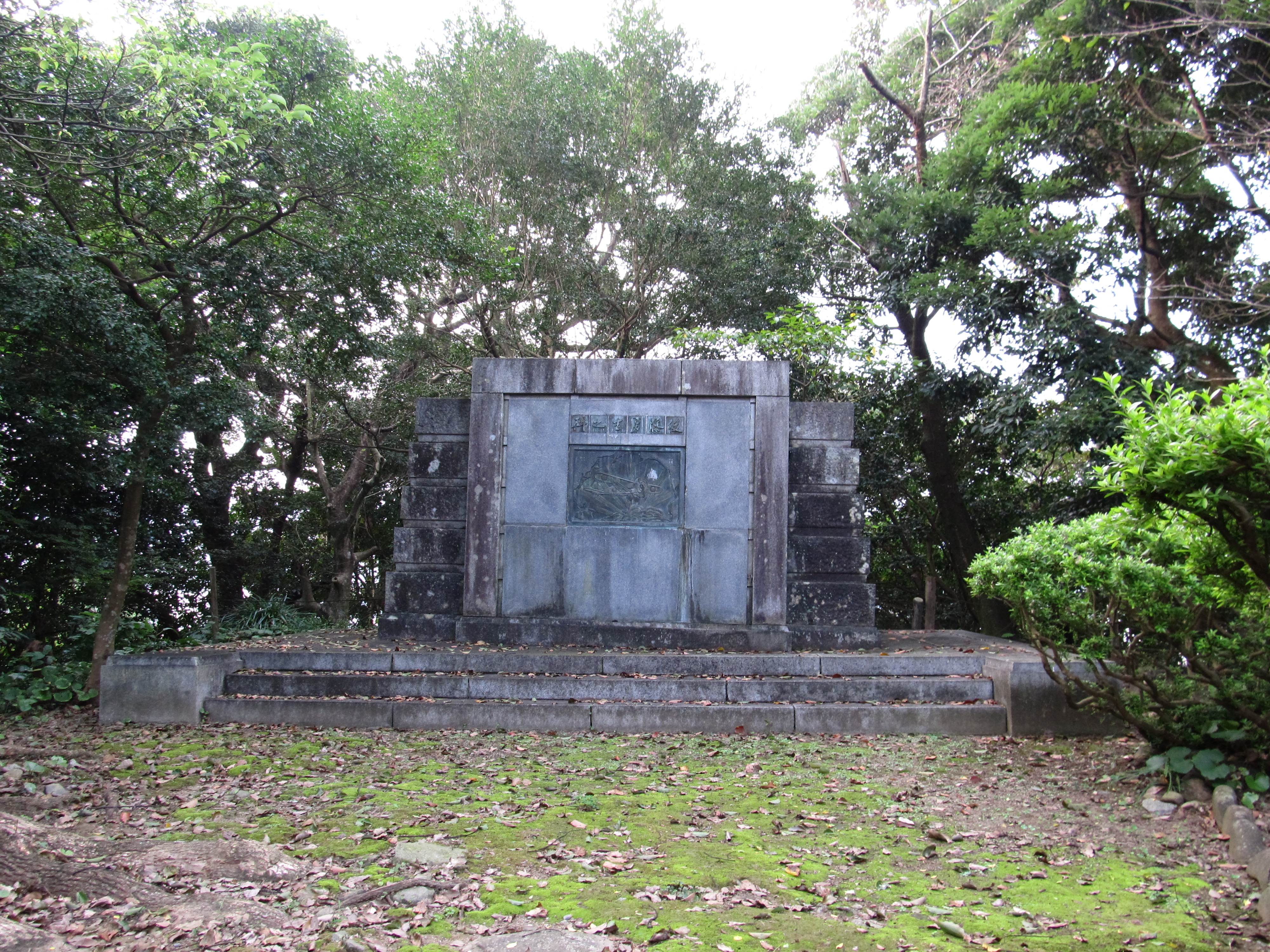
延岡市の城山公園内に建てられた「後藤勇吉之碑」

以下の場所に後藤勇吉の銅像がある。
- 妙田緑地公園（延岡市東浜砂町）
生誕100周年を記念し[1]、1996年建立。像は奥村良弘製作。郷土訪問飛行で降り立った場所に近い。野口雨情が詠んだ弔詩を記した碑もある[6]。
- 宮崎県立延岡高等学校
後藤の母校（旧・県立延岡中学校）[7]。
- 門川海浜総合公園（門川町尾末）
初飛行の地。妙田緑地公園の銅像と同じ型で作られている[6]。

また、以下の記念碑等が建てられている。
- 後藤勇吉之碑（延岡市本小路）
城山公園内、延岡城三階櫓跡に建つ。1934年建立。太平洋上を飛ぶ飛行機を描いたレリーフがはめ込まれている[8]。
- 後藤勇吉生誕の地碑（延岡市南町）
生家のあったNTT延岡支店敷地に立つ[9]。
- 後藤勇吉殉難之地碑（鹿島市）
事故現場に建つ。1934年、後藤飛行士記念協会による建立。

内藤記念館（延岡市天神小路）には、「富士号」のプロペラや遺品などが展示されている。
1987年に後藤勇吉延岡顕彰会が設立されており、後藤をしのぶ各種行事が行われている。また、2003年には小惑星 7618 Gotoyukichi が命名されている。

## 関連書籍
- 後藤飛行士記念協会編『後藤勇吉伝』（後藤飛行士記念協会、1934年）
  - 『後藤勇吉伝』 - 国立国会図書館デジタルコレクション

## 備考
- 建築家の隈研吾は親戚。後藤勇吉の姉が、隈研吾の母方の祖母にあたる[11]。